# Mengwang Xiang (socken i Kina, lat 22,49, long 101,29)
Mengwang Xiang (kinesiska: 勐旺, 勐旺乡) är en socken i Kina. Den ligger i provinsen Yunnan, i den sydvästra delen av landet, omkring 320 kilometer sydväst om provinshuvudstaden Kunming. Antalet invånare är 13 137. Befolkningen består av 6 159 kvinnor och 6 978 män. Barn under 15 år utgör 25,0 %, vuxna 15-64 år 68 %, och äldre över 65 år 5,0 %.
Genomsnittlig årsnederbörd är 1 940 millimeter. Den regnigaste månaden är juli, med i genomsnitt 496 mm nederbörd, och den torraste är februari, med 24 mm nederbörd.